# رن یاماموتو
رن یاماموتو (انگلیسی: Ren Yamamoto؛ زادهٔ ۱۳ مهٔ ۱۹۹۷) بازیکن فوتبال اهل ژاپن است.